# マリオス・イリオポウロス
マリオス・イリオポウロス (Μάριος Ηλιόπουλος、Marios Iliopoulos、1969年12月16日 - )は、ギリシャ中央マケドニアテッサロニキ県テッサロニキ出身のヘヴィメタルミュージシャン、ギタリスト。現在は、スウェーデン在住。ナイトレイジを結成した中心メンバーである。ナイトレイジ結成前は、エグズメーションで活動していた。

## 略歴
1994年にエグズメーションに加入。リードギタリストとして3枚のアルバムに参加したが、2000年に同バンドは解散した。マリオスは、この解散にショックを受けしばらくの間何もやる気が起きなかったと語っている。
その後、友人であるガス・Gに誘われたこともあって、2000年にガス・Gと2人でナイトレイジを結成。ガス・Gとマリオスは1997年に知り合っており、1999年のエグズメーションの3rdアルバム『Traumaticon』のレコーディングにはガス・Gを同行させている。この際にガス・Gとフレドリック・ノルドストロームは知り合い、後にガス・Gはフレドリックが中心メンバーであるドリーム・イーヴルに加入することとなった。ナイトレイジの1stデモをフレドリックのもとへ送ったことがきっかけで、マリオスはスウェーデンに移住することを決意。2000年12月28日、スウェーデンに移住した。移住後、ナイトレイジはメンバー2人のプロジェクトから、通常のバンド体制へ移行し、2003年にデビューする。メンバーチェンジが多く、マリオス以外のメンバー全員が総入れ替えという状況になった時もあったが、現在でも活動中である。
また、2010年にはガス・Gが結成したファイアーウインドのライブベーシストとして、ツアーに参加した。

## ディスコグラフィ

### ナイトレイジ
- 2003年 Sweet Vengeance
- 2005年 Descent Into Chaos
- 2007年 A New Disease Is Born
- 2009年 Wearing a Martyr's Crown
- 2011年 Insidious

### エグズメーション
- 1997年 Seas Of Eternal Silence
- 1998年 ダンス・アクロス・ザ・パスト Dance Across the Past
- 1999年 トラウマティコン Traumaticon